# Oberdolling
Oberdolling település Németországban, azon belül Bajorországban. Lakosainak száma 1369 fő (2023. december 31.). Oberdolling Pförring, Mindelstetten, Kösching, Großmehring és Vohburg an der Donau községekkel határos.

## Népesség
A település népessége az elmúlt években az alábbi módon változott:
| Lakosok száma | 430  | 686  | 826  | 954  | 1210 | 1232 | 1272 | 1314 | 1329 | 1369 |
|               | 1875 | 1950 | 1970 | 1987 | 2012 | 2013 | 2015 | 2017 | 2021 | 2023 |